# Altagracia Calderón
Altagracia Calderón (Jalacingo, Veracruz, 1837 - Puebla de Zaragoza, 17 de octubre de 1917) apodada "La cabra" o "La charra" fue una enfermera y miliciana mexicana. Participó, entre otras acciones de armas, en la Segunda Intervención Francesa en su país.

## Biografía
Nació en Jalacingo, actual estado de Veracruz, población que por entonces formaba parte del municipio de Teziutlán. Integró las milicias que se formaron en Teziutlán contra las tropas invasoras del  Segundo Imperio Francés junto a su esposo Gabino Ortega, comandante de las tropas de caballería, mismo que resultó muerto en las acciones militares. Se integró a las tropas de Ignacio Zaragoza para la defensa de la ciudad de Puebla de Zaragoza en las acciones de armas del 4 y 5 de mayo, en la Batalla de Puebla. En dicha acción trabajó en la enfermería del ejército de la República Federal de México, sitio donde conocería a Porfirio Díaz.
Encarcelada por las tropas imperiales, fue liberada por las tropas de Porfirio Díaz tras la Toma de Puebla de 1867. Permanecería en las tropas liberales hasta 1872. 
Murió en 1917 en la ciudad de Puebla. Fue sepultada en el Panteón Municipal de Puebla.